# Planigale novaeguineae
Planigale novaeguineae — вид родини сумчастих хижаків, який обмежується тропічними луками і саванами півдня і південного сходу острова Нова Гвінея. Він був записаний від рівня моря до 250 м над рівнем моря. Самиці народжують в одному приплоді до 10 малюків на сході і до 12 в Топ Енді.

## Загрози та охорона
Видається, немає серйозних загроз для цього виду. Коти негативно впливають на вид в деяких частинах ареалу. Вони також можуть постраждати від втрати місць проживання в південно-східній частині свого ареалу через перетворення пасовищ на посівні площі, але в цілому середовища проживання цього виду, ймовірно, розширюються. Цей вид зустрічається в двох охоронних територіях: Національний парк Васур (Індонезія) і Заповідник Тонда (Папуа Нова Гвінея).